# Luis Francisco II de Borbón-Conti

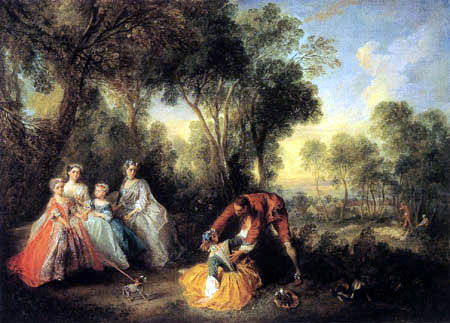
La familia Borbón-Conti, en 1738, teniendo 4 años Luis Francisco II, por el pintor Nicolas Lancret.

Luis Francisco de Borbón (París; 1 de septiembre de 1734-Barcelona; 13 de marzo de 1814), VI príncipe de Conti (1776 - 1814) y el último representante de su linaje. Su título era honorario y no tenía jurisdicción territorial.

## Biografía
Nacido en el Hôtel de Conti en París, el 1 de septiembre de 1734, y bautizado en presencia del rey y la reina de Francia, sucedió a su padre, Luis Francisco I de Borbón-Conti, Príncipe de Conti, como jefe de la rama más joven de la casa de Borbón en 1776. Su madre era Luisa Diana de Orleans, la hija más joven de  Felipe II, duque de Orléans, regente de Francia durante la minoría del rey Luis XV de Francia.
Bisnieto de Luis XIV. Adquirió cierta notoriedad política en el curso de los enfrentamientos entre el Parlamento y la Corona, y su nombre fue mezclado al "Escándalo de la Harina" que estalló en París a comienzos del reinado de Luis XVI.
Durante la Revolución, se exilió a Inglaterra con la primera ola de emigración de 1789, volviendo a Francia poco después. Los revolucionarios le arrestaron y encarcelaron arbitrariamente pero tuvieron que soltarle al retirarse los cargos contra él. Exculpado, fue expulsado de Francia. Errante y con sus bienes embargados, regresó a Inglaterra y finalmente, fue acogido en España por gentileza de Carlos IV. Instalado en Barcelona, falleció allí sin hijos de su matrimonio con la princesa María Fortunata de Este en 1814 con la ciudad ocupada por las tropas napoleónicas desde 1808. Sus títulos y bienes revirtieron a los Borbón-Condé.

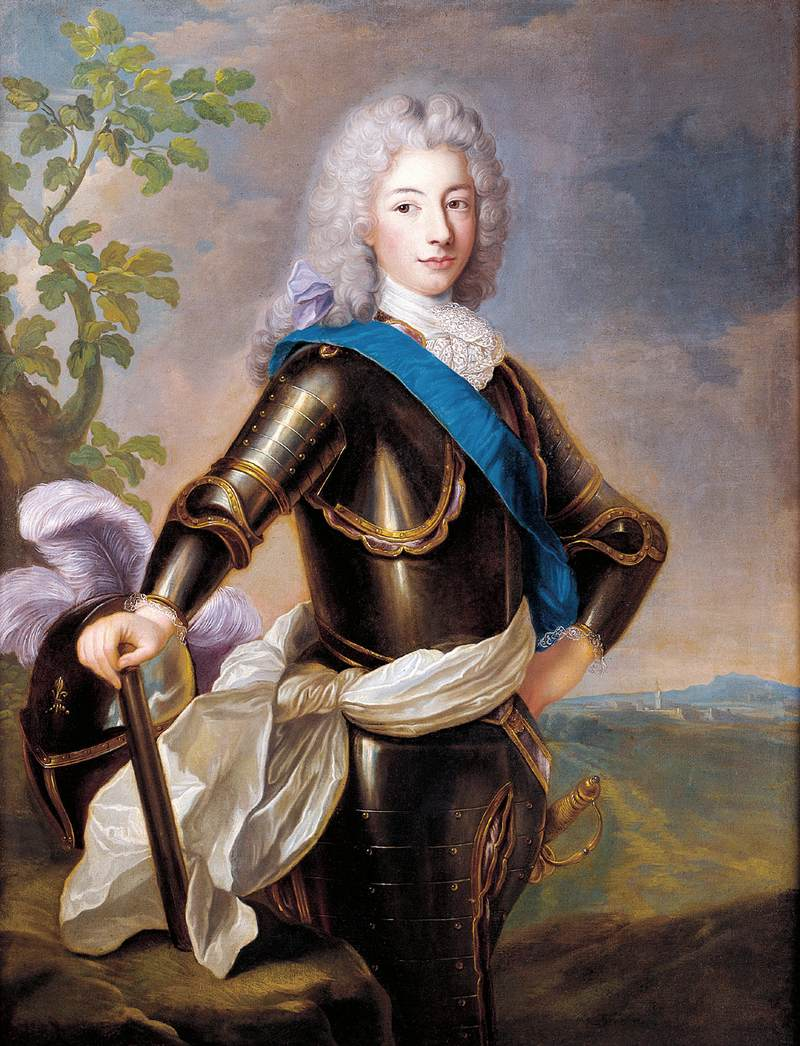
Su padre, Luis Francisco I de Borbón-Conti
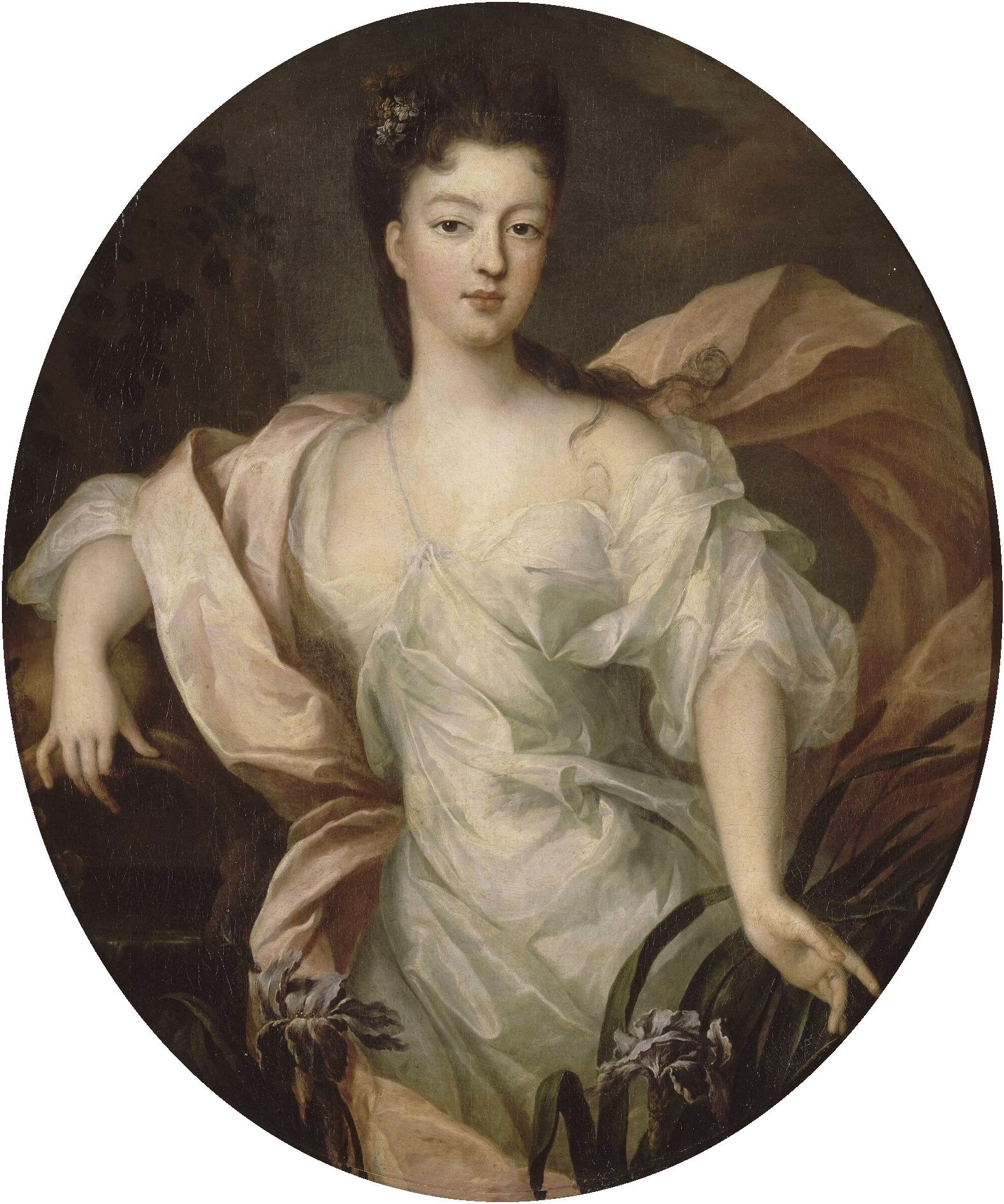
Su madre, Luisa Diana de Orleans
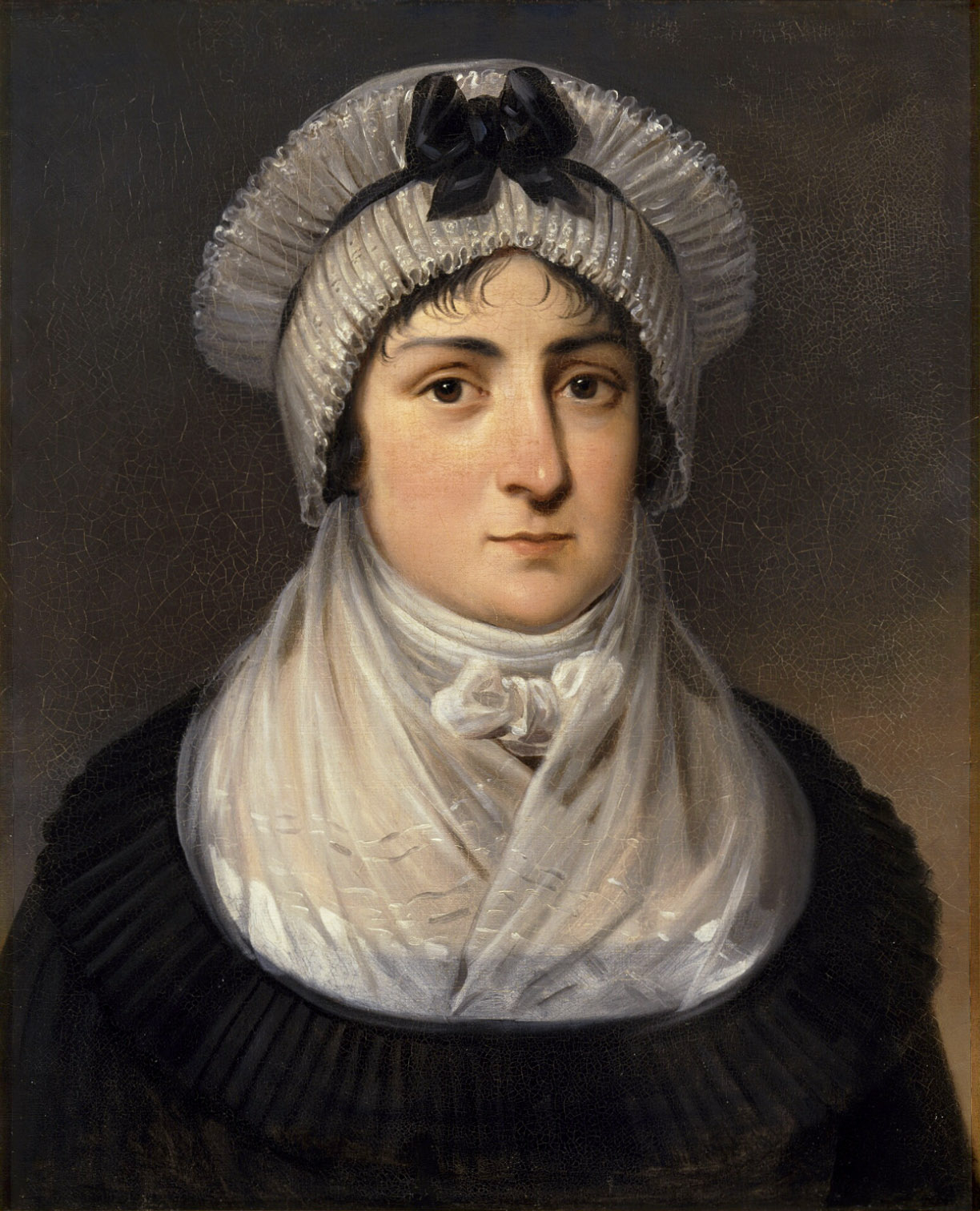
María Fortunata de Este, su esposa, con la que no tuvo descendencia.

| Predecesor: Luis Francisco I de Conti | Príncipe de Conti 1776 – 1814 | Sucesor: Extinción de la dinastía |